# Aarón Wergifker
Aarón Wergifker, auch Brazuca oder Pérez (geboren am 15. August 1914 in São Paulo, Brasilien; gestorben am 29. Juni 1994 in Buenos Aires) war ein argentinischer Fußballspieler.

## Karriere
Aarón Wergifkers jüdische Familie lebte bis zum Beginn des Ersten Weltkriegs in Wosnessensk in der Ukraine und floh anschließend nach Brasilien, wo Wergifker geboren wurde. Bereits drei Monate nach seiner Geburt siedelte die Familie nach Buenos Aires in Argentinien um und Wergifker wurde später sogar Nationalspieler des Landes.
Der Abwehrspieler begann seine Karriere 1932 beim Verein River Plate. Dort nahm er bis 1941 an 203 Ligaspielen teil und schoss zwei Tore. 1942 wechselte er aber zum CA Platense, wo er 112 Ligaspiele absolvierte. 1946 beendete er seine Karriere.
In der argentinischen Fußballnationalmannschaft wurde er vom 18. Juli 1934 bis 20. September 1936 viermal bei Freundschaftsspielen eingesetzt. Er ist neben dem Spanier Pedro Arico Suárez, dem Paraguayer Heriberto Correa, dem Spanier Giovanni Simeone und dem Franzosen Gonzalo Higuaín einer der fünf ausländischen Spieler, die bis jetzt das Trikot der argentinischen Nationalmannschaft trugen.

## Erfolge
- Argentinischer Meister: 1932, 1936, 1937, 1941[1]